# Női súlylökés a 2005. évi nyári európai ifjúsági olimpiai fesztiválon
A 2005. évi nyári európai ifjúsági olimpiai fesztiválon az atlétikai versenyszámokat Lignano Sabbiadoróban rendezték. A női súlylökés selejtezőjét július 5.-én, a döntőt pedig július 6.-án rendezték.

## Selejtező
| H  | Név                     | Nemzet                | E     | Mj |
| -- | ----------------------- | --------------------- | ----- | -- |
| 1  | Melissa Eveli Boekelman | Hollandia             | 15.38 | Q  |
| 2  | Zhanna Samolyuk         | Ukrajna               | 14.58 | Q  |
| 3  | Eva Krause              | Németország           | 13.86 | Q  |
| 4  | Florentia Kappa         | Ciprus                | 13.70 | Q  |
| 5  | Márton Anita            | Magyarország          | 13.43 | q  |
| 6  | Sandra Miseikyte        | Litvánia              | 13.40 | q  |
| 7  | Alena Kopets            | Fehéroroszország      | 13.36 | q  |
| 8  | Raine Kuningas          | Észtország            | 13.00 | q  |
| 9  | Ivona Chudá             | Szlovákia             | 12.93 | q  |
| 10 | Mateja Greguric         | Horvátország          | 12.90 | q  |
| 11 | Kim Schartz             | Luxemburg             | 12.63 | q  |
| 12 | Zhenya Mavrodieva       | Bulgária              | 12.25 | q  |
| 13 | Stefanie Waldkircher    | Ausztria              | 12.25 |    |
| 14 | Minnamari Kuossari      | Finnország            | 12.09 |    |
| 15 | Marina Vojinovic        | Szerbia és Montenegró | 12.04 |    |
| 16 | Claudia Mächler         | Svájc                 | 11.96 |    |
| 17 | Laura Cogan             | Írország              | 11.57 |    |
| 18 | Evaggelía Angeli        | Görögország           | 11.38 |    |
| 19 | Isabel Ribeiro          | Portugália            | 11.10 |    |

## Döntő
| H     | Név                     | Nemzet           | E     | Mj |
| ----- | ----------------------- | ---------------- | ----- | -- |
| Arany | Melissa Eveli Boekelman | Hollandia        | 15.95 |    |
| Ezüst | Zhanna Samolyuk         | Ukrajna          | 14.16 |    |
| Bronz | Sandra Miseikyte        | Litvánia         | 14.10 |    |
| 4     | Eva Krause              | Németország      | 13.96 |    |
| 5     | Kim Schartz             | Luxemburg        | 13.56 |    |
| 6     | Mateja Greguric         | Horvátország     | 13.43 |    |
| 7     | Alena Kopets            | Fehéroroszország | 13.40 |    |
| 8     | Florentia Kappa         | Ciprus           | 13.36 |    |
| 9     | Márton Anita            | Magyarország     | 12.98 |    |
| 10    | Raine Kuningas          | Észtország       | 12.95 |    |
| 11    | Ivona Chudá             | Szlovákia        | 12.50 |    |
| 12    | Zhenya Mavrodieva       | Bulgária         | 11.25 |    |